# Гриндлер, Болеслав Фридрихович
Болесла́в Фри́дрихович Гри́ндлер (1889—1938) — советский горный инженер, горноспасатель, учёный, выдающийся хозяйственник-организатор, один из основоположников горноспасательного дела в СССР.

## Биография
Родился 19 сентября 1889 года в г. Полтаве в семье бухгалтера.
В 1905 году был исключён из Полтавского реального училища за участие в политических беспорядках.
В 1907 году поступил в Горловское горное училище, по окончании которого работал в Донбассе, а затем уехал на золотые прииски в Сибирь.

### Донецкий период

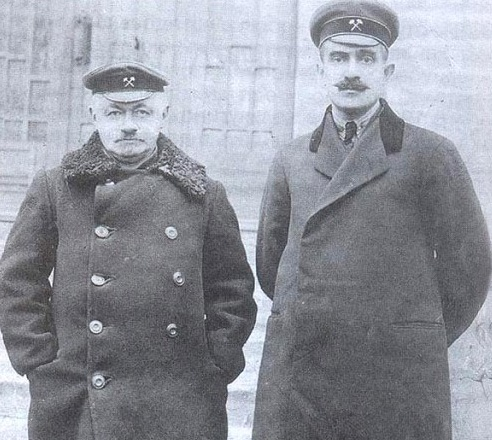
Д. Г. Левицкий и Б. Ф. Гриндлер (справа), 1916

В 1918 году вернулся в Донбасс, где в 1919 году возглавил Центральную спасательную станцию в Макеевке в качестве заведующего.
С 1920 по 1926 год руководил восстановлением разрушенных спасательных станций Донбасса, расширением и модернизацией действующих и строительством новых станций. Благодаря его настойчивости в Донбассе были, в том числе, открыты Голубовская и Горловская спасательные станции. Одновременно Б. Ф. Гриндлер доставал оборудование, организовал научно-исследовательскую и практическую работу горноспасательных центров и станций, обучал кадры горноспасателей.
Неоднократно участвовал в спасении людей и ликвидации катастроф в шахтах.

«К 1920 году горноспасательное дело в СССР почти прекратило своё существование, и когда пришлось взяться за его восстановление в условиях совершенной разрухи и полного отсутствия каких бы то ни было средств и технических материалов, то никто из товарищей по работе не верил, что из этого что-нибудь выйдет».

Б. Ф. Гриндлер, «Пути развития горноспасательного дела в СССР».
Доклад на 1-м Донецком съезде по безопасности горных работ, Горловка, 1925.

Благодаря усилиям Б. Ф. Гриндлера, такое восстановление оказалось возможным. Горноспасательное дело было изъято из ведения рудоуправлений и шахт, остатки аппаратуры и запасных частей реквизированы и создана централизованная организация с единым управляющим органом. В то время подобной централиации горноспасательного дела не было ни в одной стране мира. Это позволило спасти горноспасательное дело СССР и вывести его на качественно иной уровень развития.
В 1928 году, в числе многих других опытных руководителей угольной отрасли, был обвинен в связях с зарубежными подрывными центрами (Шахтинское дело). В 1930 году высылан из Донбасса в Казахстан.

### Кузнецкий период
В 1930 году Б. Ф. Гриндлер назначен главным инженером треста «Казстройуголь» (позднее — трест «Карагандауголь»). Совместно с К. О. Горбачёвым, первым управляющим трестом и одним из первых организаторов угольной отрасли СССР, руководил развитием геологоразведочных и изыскательских работ в Карагандинском угольном бассейне, закладкой новых шахт, строительством рудничных дворов, постройкой надшахтных зданий, жилья для работников.
В то же время он активно работал над созданием в Караганде горноспасательной службы. Благодаря его энергии и настойчивости, первая горноспасательная станция Карагандинского угольного бассейна вступила в строй 1 ноября 1932 года.
В 1928 году Совет народных комиссаров РСФСР принял решение о создании Центральной спасательной станции в г. Ленинск-Кузнецкий — географическом центре будущего индустриального Кузбасса. Б. Ф. Гриндлер осуществлял консультацию этого проекта, поскольку был не только выдающимся горным инженером, но и имел ценный опыт организации оперативных работ по спасению людей и ликвидации аварий в шахтах.
В 1932 году переведен в Кузбасс в связи с назначением Начальником военизированных горноспасательных частей Сибири и Дальневосточного края с базированием в г. Ленинск-Кузнецкий.
Активно занимался становлением и развитием горноспасательного дела. Под его руководством, в 1934 году сдана в эксплуатацию Сибирская Центральная спасательная станция в г. Ленинск-Кузнецкий, которая по своим масштабам и техническим возможностям была одной из лучших в СССР и за рубежом.
В 1932 году Б. Ф. Гриндлер организовал при районных спасательных станциях городов Анжеро-Судженск, Прокопьевск и Ленинск-Кузнецкий создание особых лабораторий, изучавших явление окисляемости углей и определявших степень самовозгораемости массивных пластов Кузбасса.
В 1933 году организовал при районных горноспасательных станциях Сибири и Дальнего Востока особые психотехнические, физиологические и эргометрические лаборатории, которые инспектировали состояние здоровья кандидатов, поступающих на горноспасарельную службу, и регулярно контролировали их физическое состояние.
В 1934 году объединил все лаборатории, в том числе и особые, в единый научно-исследовательский отдел при вновь созданной инспекции ВГСЧ Сибири и Далекого Востока. Лично осуществлял руководство научно-исследовательскими работами.
Несмотря на загруженность в своем непосредственном деле, создал в 1932—1934 годах Ленинск-Кузнецкую опытную станцию подземной газификации угля на пласте «Журинском».
Автор множества статей, инструкций и наставлений по горноспасательному делу, в том числе известных пособий. Активно сотрудничал с вновь созданным «Сборником трудов и материалов по горноспасательному делу».
Опубликованные им работы использовались для повышения уровня знаний горноспасателей и работников шахт и рудников СССР.

### Арест и гибель
9 декабря 1937 года арестован в Кузбассе по обвинению в участии в контрреволюционной террористической организации.
14 марта 1938 года Военной коллегией Верховного суда СССР приговорён к расстрелу.
Место захоронения — Бутово-Коммунарка.
25 августа 1956 года определением Военной коллегии Верховного суда СССР реабилитирован.

## Награды
6 ноября 1933 года за исключительно энергичную работу по горноспасательному делу награждён именным пистолетом.